# Burgstall Alte Burg (Althausen)
Der Burgstall Alte Burg ist eine abgegangene mittelalterliche Höhenburg etwa 80 nordwestlich der Kirche von Althausen, einem heutigen Stadtteil von Münnerstadt im Landkreis Bad Kissingen in Bayern.
Von der ehemaligen Burganlage ist noch ein Halsgraben erhalten.